# SKF
株式会社SKF（スウェーデン語: Aktiebolaget SKF、Svenska Kullagerfabriken AB）は、世界130カ国で事業を展開する総合機械メーカーであり、ベアリング生産の世界最大手。スウェーデン・ヨーテボリに本社を置く。日本法人は日本エスケイエフ株式会社。ナスダック・ストックホルム上場企業。

## 沿革
1907年2月、スヴェン・ヴィンクヴィストによって創業、自己整合型ボールベアリングの特許を取得し、翌1908年にドイツとフランスに、1909年にニューヨーク支社を開業させた。1910年代には日本を含む世界の主要国で製品が提供されるようになり、1915年に充填スロット付きの単列ベアリング「ボルボベアリング」の製造を開始、第一次世界大戦の影響を受けて一時生産が23％減少するが、1924年には戦前の生産水準を上回った。また同年、アッサール・ガブリエルソンとグスタフ・ラーソンを中心とした当時の重役数名は自動車製造の研究に着手、1926年には試作第一号車が完成し、休眠中の子会社の商標名を利用し、ボルボが創業された（1935年にSKFから資本上完全に独立）。
1939年に新たに球面ローラースラスト型のベアリングを発表、第二次世界大戦期の生産休止を経て1948年に生産再開、1950年に球面ローラーベアリング「Cベアリング」を発表、1966年に工具メーカーのMalcus ABを買収、1976年に現行の社名に変更するとともにアメリカ合衆国・ミズーリ州の自動車スペアパーツメーカーのMcQuay-Norris Companyを買収、1990年にイタリアの工具メーカーCofler＆C. S.p.A.を買収、1990年にドイツのオイルシールメーカーGoetze Elastomere GmbHを買収、2000年にシーリングサプライヤーのSealpool ABを買収、2001年にモータースピンドルメーカーのGamfior S.p.A.を買収、2003年に鉄道用ベアリングを専門とするRolling Stock Supply＆Service Pty Ltdを買収、2004年に潤滑システムメーカーのWilly Vogel AGを買収、2005年に台湾のアクチュエータメーカーのJaeger Industrial Ltdを買収する一方、鉄鋼事業を売却した（この鉄鋼事業については2018年に新日鉄住金が買収した）。2006年にアメリカのMacrotech Polyseal Incを買収（2009年に全株式買収）、2012年にアメリカのGeneral Bearing Corporationを買収した。
SKFの顧客は、航空機メーカーやエネルギー企業、重機械メーカーや鉄道車両メーカーなど多岐にわたるが、自動車（二輪車含む）関連メーカーが売上の約3割を占める。地域別の売上としてはヨーロッパが約40％、アジア太平洋地域が28％、北米が24％となっている。

## 日本エスケイエフ
日本法人「日本エスケイエフ株式会社」は、1932年に設立、各産業向けの軸受、シール、潤滑油、各種メカトロニクス製品や、バイク向けの部品などを販売している。横浜市港北区（新横浜）に事務所がある。
沿革
- 1909年（明治42年） - 日本で代理店を介してSKFのベアリングが紹介される[1]。
- 1922年（大正11年） - 代理店を買収し系列化[1]。
- 1932年（昭和7年） - 会社設立[1]。
- 1963年（昭和38年） - 現社名に商号変更。